# Боришполець Григорій Михайлович
Григо́рій Миха́йлович Бори́шполець (7 лютого 1898, Гоголів, Чернігівська губернія — 6 вересня 1954, Київ) — український педагог-вчений, фахівець з історії педагогіки та методичної роботи в школі.

## Біографія
Григорій Михайлович Боришполець народився 7 лютого 1898 року в селі Гоголів у селянській родині. 
Закінчив у 1918 році Вінницький учительський інститут і розпочав діяльність педагога. На початку 1920-х років учителював у семирічній школі в рідному селі Гоголеві. У другій половині 1930-х років викладав педагогіку в Кременчуцькому учительському інституті. У 1940 році працював старшим викладачем Херсонського державного педагогічного інституту. 
В 1948 році Григорій Боришполець захистив кандидатську дисертацію з історії педагогіки на тему «Історія розвитку гімназійної освіти в Росії в першій чверті ХІХ ст.». Після Другої Світової війни Боришполець переїхав до Києва, де у 1949 — 1952 роках працював доцентом кафедри педагогіки Київського державного педагогічного інституту імені О. М. Горького. Григорій Боришполець автор понад 30 наукових робіт з питань історії педагогіки та методичної роботи: «Батькам про «Правила для учнів» (1950), «Як організувати роботу методоб’єднань сільських шкіл» (1950), «Школа і сім’я» (1951), «Робота батьківського комітету в школі» (1952). 
До кінця життя працював завідувачем відділу педагогіки Українського науково-дослідного інституту педагогіки.
Григорій Боришполець помер 6 вересня 1954 року. Похований на Байковому кладовищі.

## Праці
- «Історія розвитку гімназійної освіти в Росії в першій чверті ХІХ ст.» (1948)
- «Батькам про «Правила для учнів» (1950)
- «Як організувати роботу методоб’єднань сільських шкіл» (1950)
- «Школа і сім’я» (1951)
- «Робота батьківського комітету в школі» (1952)